# Wave Race
Wave Race è un simulatore di guida pubblicato nel 1992 dalla Nintendo per la console Game Boy. Consiste in una serie di corse su moto d'acqua, a uno o più giocatori.

## Modalità di gioco
Il gioco ha visuale dall'alto a scorrimento multidirezionale. A ogni gara partecipano sempre quattro moto d'acqua e le avversarie sono controllate dal computer, oppure si può fare pratica da soli. Si può gareggiare anche in multigiocatore simultaneamente, fino a quattro persone, collegando più console con il Game Link Cable.
Le piste non hanno bordi obbligati, ma possono esserci ostacoli di vario genere, come boe e secche. I controlli consistono nel virare, accelerare normalmente, e accelerare con il turbo, che però è limitato e si ricarica col tempo. Inoltre quando si salta tramite un trampolino si può spostare il peso avanti e indietro per regolare l'ampiezza del salto e il tipo di ammaraggio. Una minimappa della pista è sempre visibile.
Ci sono due modalità di gioco e in entrambi i casi si affrontano in sequenza fino a otto piste, ambientate in diversi luoghi del mondo, ma poco variabili dal punto di vista grafico. Si può scegliere fra tre livelli di difficoltà corrispondenti a tre cilindrate delle moto.
Le due modalità sono:
- Circuito - Il giocatore deve completare ogni giro entro un certo limite di tempo. La pista è riconoscibile dal colore più scuro dell'acqua e dai piloni che vanno superati dal lato giusto, inoltre ci sono frecce che aiutano a seguire le curve. Sul percorso sono disponibili dei power-up: il delfino dà al giocatore maggior manovrabilità e immunità agli ostacoli, mentre il polpo permette di rubare il turbo agli avversari quando vengono urtati.
- Slalom - Il compito è quello di attraversare tutte le porte delimitate da coppie di bandierine, senza dover seguire uno specifico percorso. Solo chi attraversa per primo ciascuna porta riceve un punto.

## Accoglienza
I giudizi della critica furono molto variabili. Tra i più positivi la rivista Zzap! che assegnò a Wave Race la medaglia d'oro di gioco del mese, apprezzandolo su tutti i fronti. Tra i più negativi la rivista Joypad (datata però 1998, all'epoca dell'edizione europea molto più tarda) che lamentò la lentezza dello scorrimento e lo definì un "Micro Machines dei poveri".

## Serie
Nel 1996 fu pubblicato il molto più celebre seguito Wave Race 64, sviluppato per il Nintendo 64 e sponsorizzato dall'azienda meccanica Kawasaki Heavy Industries. Un altro sequel, Wave Race: Blue Storm, uscì nel 2001 per GameCube. A differenza del primo gioco, gli altri due furono pubblicati anche in Giappone.